# Linka 1 (tramvaj v Île-de-France)
 
Linka T1 je jednou z linek tramvajové dopravy v regionu Île-de-France. V systému MHD je značena modrou barvou. Byla otevřena v roce 1992 jako vůbec první obnovená trať od druhé světové války. Na 17,9 km dlouhém úseku je 37 stanic. V roce 2006 přepravila 29,3 miliónu cestujících a jejím provozovatelem je pařížský dopravní podnik RATP.

## Historie
První úsek byl zprovozněn ve dvou etapách v roce 1992: nejprve část od La Courneuve – Six Routes do Bobigny – Pablo Picasso (červenec) a poté z nádraží Saint-Denis do La Courneuve – Six Routes (prosinec). První prodloužení tratě z Bobigny do Noisy-le-Sec bylo dokončeno v roce 2003. V listopadu roku 2012 byl otevřen 4,9 km dlouhý úsek s 10 stanicemi, který umožnil prodloužení linky T1 od nádraží Saint-Denis ke stanici metra Les Courtilles. Na konci roku 2019 byla linka prodloužena o jednu stanici do současné konečné Asnières - Quatre Routes.

## Trať
Délka tratě činí 17,9 km a ve většině případů vede po samostatném tělese. Výjimkou jsou úseky na území obcí Gennevilliers a L'Île-Saint-Denis, kde je provoz smíšený s automobilovou dopravou. Trať prochází územím měst Asnières-sur-Seine, Gennevilliers, Villeneuve-la-Garenne, L'Île-Saint-Denis, Saint-Denis, La Courneuve, Drancy, Bobigny a Noisy-le-Sec severně od Paříže v departementech Hauts-de-Seine a Seine-Saint-Denis. Stanice mají nástupiště široká 2,50 m.

Plán linky T1

## Další rozvoj
V plánu jsou dvě etapy prodloužení tratě ze současné konečné Asnières – Quatre Routes dále na západ. První etapa zahrnuje výstavbu devíti nových stanic, propojení s linkou T2, přestavbu stanice Parc Pierre Lagravère na čtyřkolejnou a vytvoření nové konečné Petit-Colombes ve městě Colombes. Ve druhé etapě se počítá s výstavbou tratě přes území měst Nanterre a Reuil-Malmaison do stanice Château de Malmaison.
Prodloužení druhé, východní větve z Noisy-le-Sec do Val-de-Fontenay je ve výstavbě. Osmikilometrový úsek bude mít 15 stanic a bude mít napojení na RER A i RER E. Dokončení se plánuje na rok 2023.
Vzhledem ke značné délce linky, která bude po dokončení všech prodloužení dosahovat téměř 40 kilometrů, rozhodla organizace Île-de-France Mobilités o budoucím rozdělení T1 na tři samostatně provozované úseky: Château de Malmaison – Les Courtilles, Les Courtilles – Bobigny – Pablo Picasso a Bobigny – Pablo Picasso – Val-de Fontenay.

Mapa kompletně dokončené linky T1

## Vozový park
Na lince se používá 35 nízkopodlažních tramvají typu TFS (Tramway français standard) vyrobených v letech 1992–1994 společností Alstom. V současnosti se připravuje dodávka až 120 nových vozů, které tramvaje TFS zcela nahradí a umožní také plánované rozšíření provozu na nově budovaných úsecích. Vítězem této soutěže se v říjnu 2021 stala společnost Alstom, která v první fázi dodá 37 tramvají typu Citadis X05. Součástí objednávky je i opce na dodávku dalších 83 vozů.

## Seznam stanic

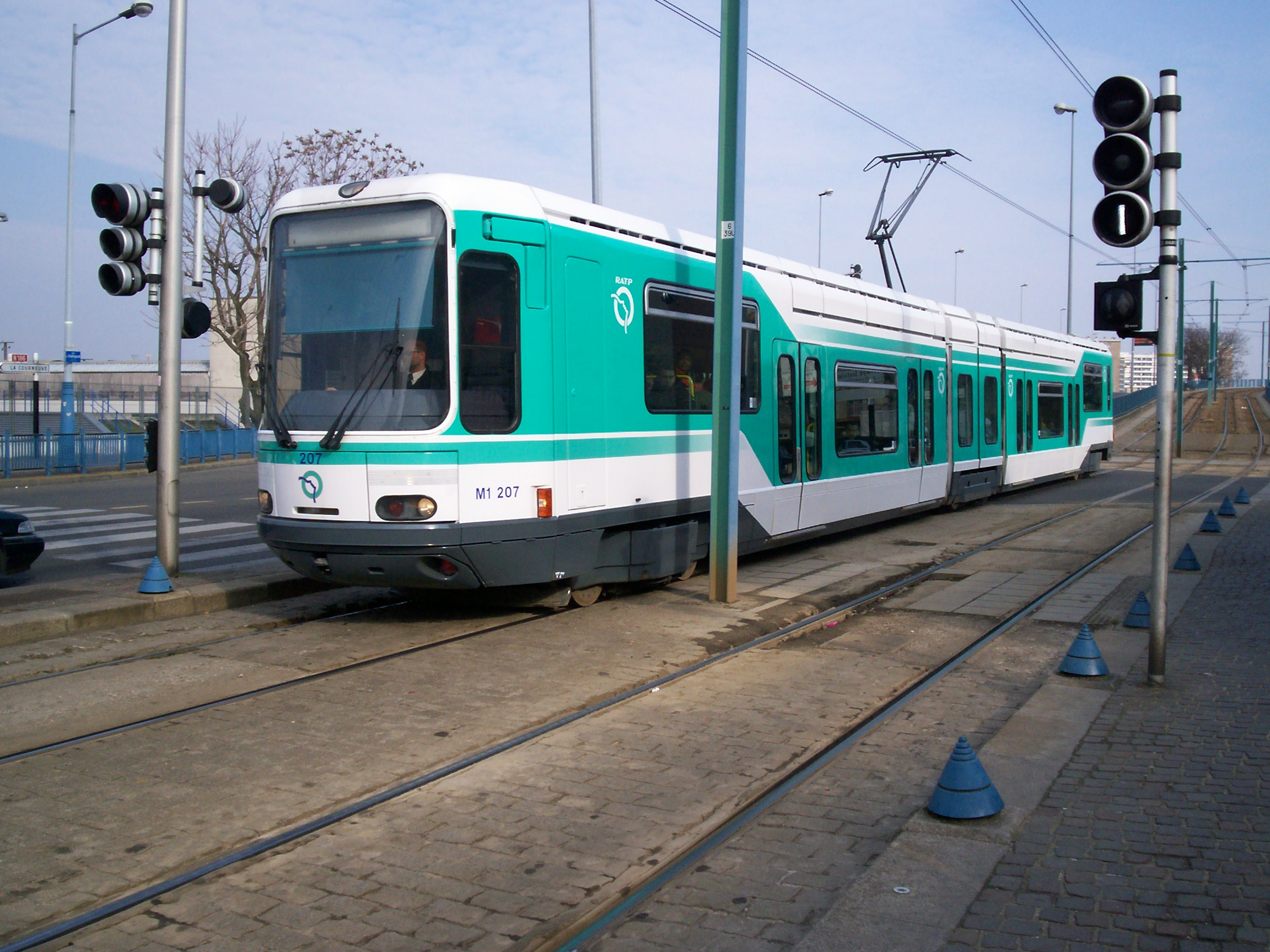
Tramvaj ve stanici Hôpital Avicenne

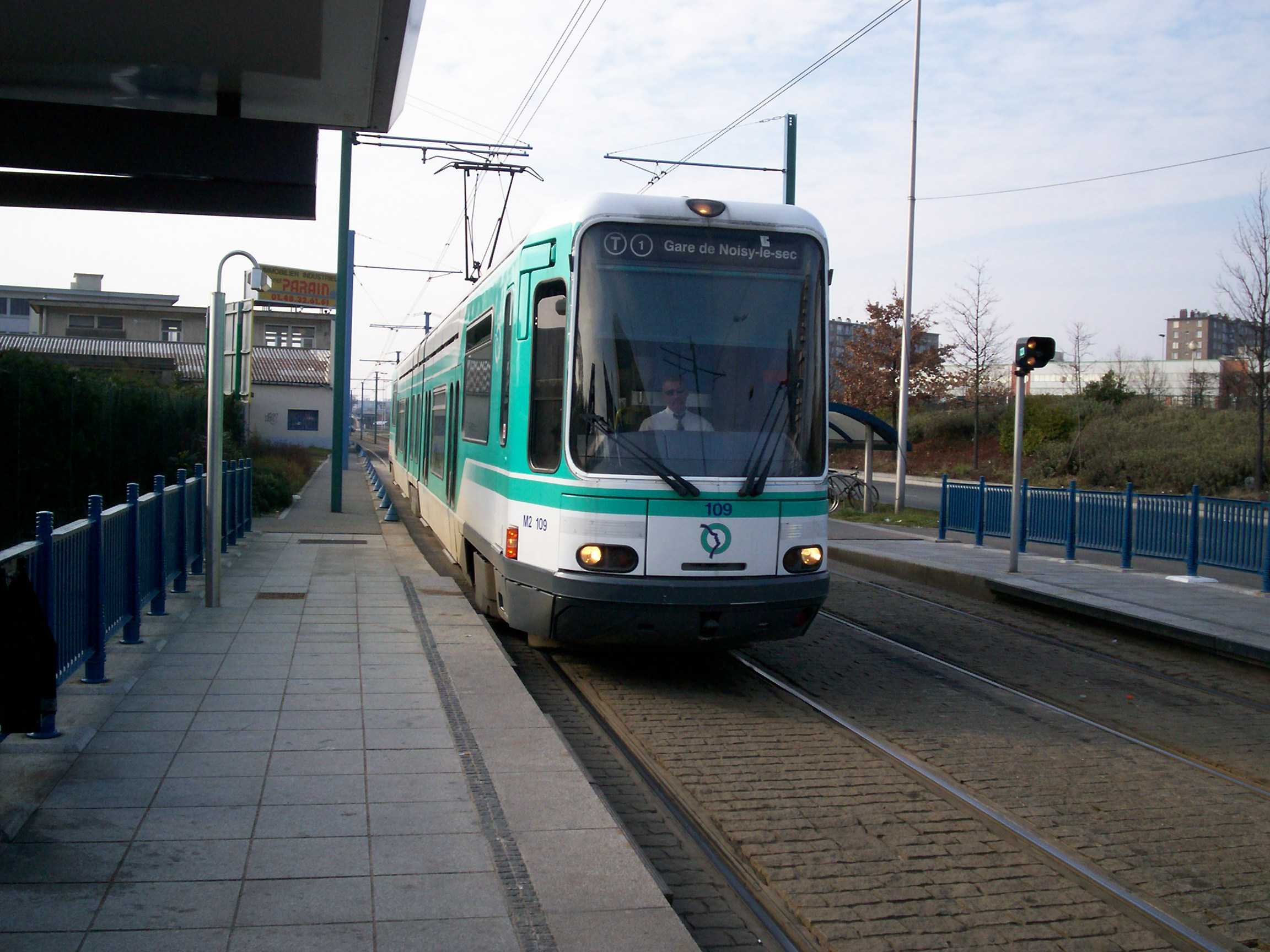
Stanice Escadrille Normandie-Niémen

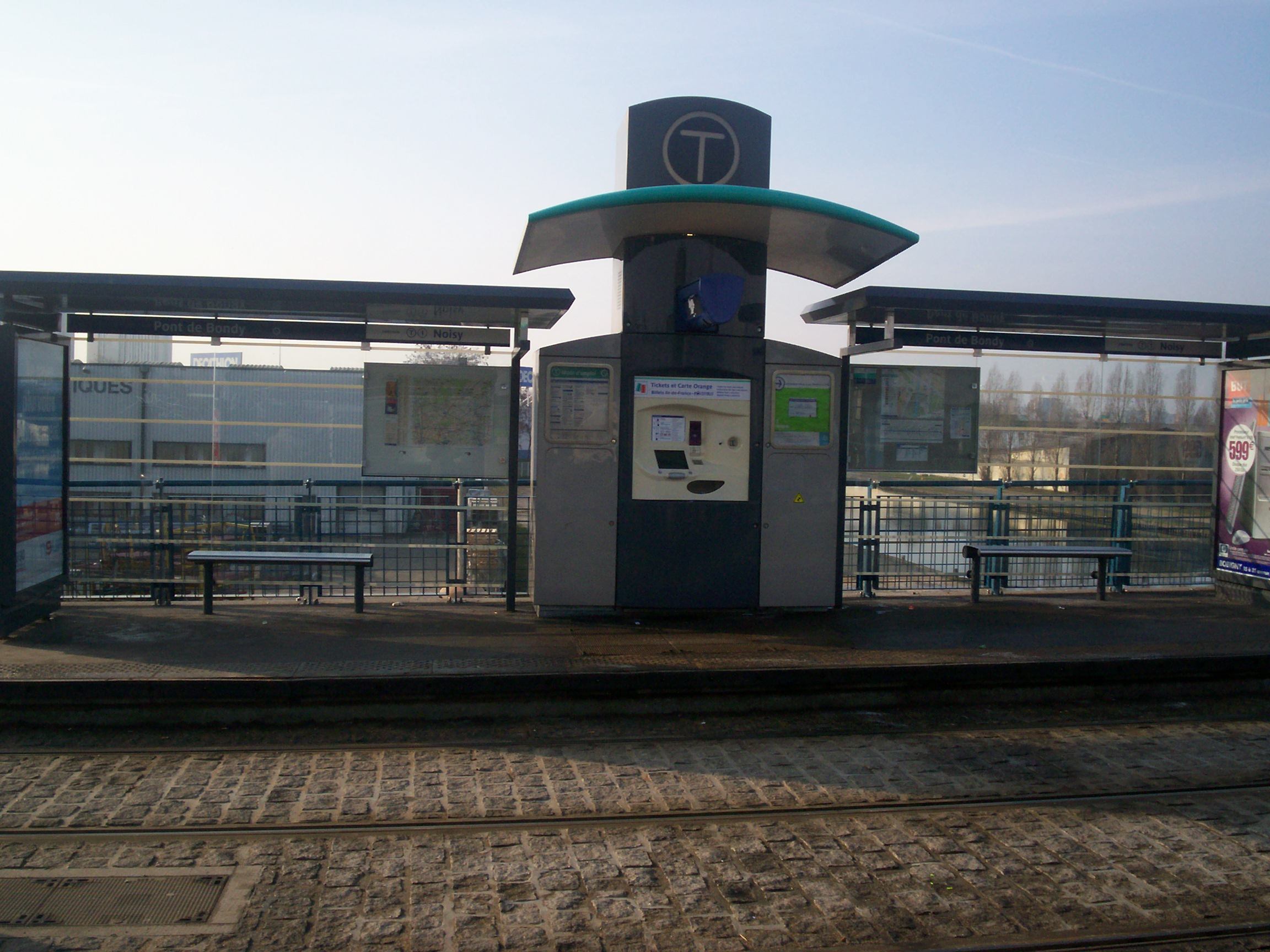
Stanice Pont de Bondy

| Linka T1                        | Linka T1 | Linka T1                          | Linka T1                        |
| Stanice                         | Přestupy | Obec                              | Lokace                          |
| ------------------------------- | -------- | --------------------------------- | ------------------------------- |
| Asnières - Quatre Routes        |          | Asnières-sur-Seine                | 48°55′39″ s. š., 2°16′29″ v. d. |
| Les Courtilles                  | 13       | Asnières-sur-Seine, Gennevilliers | 48°55′48″ s. š., 2°16′59″ v. d. |
| Le Luth                         |          | Gennevilliers                     | 48°55′54″ s. š., 2°17′18″ v. d. |
| Le Village                      |          | Gennevilliers                     | 48°56′ s. š., 2°17′41″ v. d.    |
| Timbaud                         |          | Gennevilliers                     | 48°56′ s. š., 2°18′3″ v. d.     |
| Gare de Gennevilliers           | A        | Gennevilliers                     | 48°56′ s. š., 2°18′25″ v. d.    |
| Parc des Chanteraines           |          | Gennevilliers                     | 48°56′2″ s. š., 2°18′49″ v. d.  |
| Chemin des Reniers              |          | Villeneuve-la-Garenne             | 48°56′5″ s. š., 2°19′18″ v. d.  |
| La Noue                         |          | Villeneuve-la-Garenne             | 48°56′6″ s. š., 2°19′37″ v. d.  |
| Mairie de Villeneuve-la-Garenne |          | Villeneuve-la-Garenne             | 48°56′7″ s. š., 2°20′3″ v. d.   |
| L'Île-Saint-Denis               |          | L'Île-Saint-Denis                 | 48°56′9″ s. š., 2°20′24″ v. d.  |
| Gare de Saint-Denis             | D · 3    | Saint-Denis                       | 48°56′10″ s. š., 2°20′47″ v. d. |
| Théâtre Gérard Philipe          |          | Saint-Denis                       | 48°56′15″ s. š., 2°21′1″ v. d.  |
| Marché de Saint-Denis           | 3        | Saint-Denis                       | 48°56′19″ s. š., 2°21′21″ v. d. |
| Basilique de Saint-Denis        | 13       | Saint-Denis                       | 48°56′17″ s. š., 2°21′39″ v. d. |
| Cimetière de Saint-Denis        |          | Saint-Denis                       | 48°56′11″ s. š., 2°21′50″ v. d. |
| Hôpital Delafontaine            |          | Saint-Denis                       | 48°56′1″ s. š., 2°22′16″ v. d.  |
| Cosmonautes                     |          | Saint-Denis, La Courneuve         | 48°55′54″ s. š., 2°22′41″ v. d. |
| La Courneuve – Six Routes       |          | La Courneuve                      | 48°55′48″ s. š., 2°23′5″ v. d.  |
| Hôtel de Ville de La Courneuve  |          | La Courneuve                      | 48°55′39″ s. š., 2°23′32″ v. d. |
| Stade Géo André                 |          | La Courneuve                      | 48°55′28″ s. š., 2°24′7″ v. d.  |
| Danton                          |          | La Courneuve                      | 48°55′22″ s. š., 2°24′24″ v. d. |
| La Courneuve – 8 Mai 1945       | 7        | La Courneuve                      | 48°55′15″ s. š., 2°24′38″ v. d. |
| Maurice Lachâtre                |          | Drancy, Bobigny                   | 48°55′9″ s. š., 2°24′50″ v. d.  |
| Drancy – Avenir                 |          | Drancy, Bobigny                   | 48°55′4″ s. š., 2°25′4″ v. d.   |
| Hôpital Avicenne                |          | Drancy, Bobigny                   | 48°54′57″ s. š., 2°25′32″ v. d. |
| Gaston Roulaud                  |          | Drancy, Bobigny                   | 48°54′51″ s. š., 2°25′53″ v. d. |
| Escadrille Normandie-Niémen     |          | Drancy, Bobigny                   | 48°54′46″ s. š., 2°26′8″ v. d.  |
| La Ferme                        |          | Bobigny                           | 48°54′35″ s. š., 2°26′15″ v. d. |
| Libération                      |          | Bobigny                           | 48°54′25″ s. š., 2°26′19″ v. d. |
| Hôtel de Ville de Bobigny       |          | Bobigny                           | 48°54′24″ s. š., 2°26′38″ v. d. |
| Bobigny – Pablo Picasso         | 5        | Bobigny                           | 48°54′24″ s. š., 2°27′ v. d.    |
| Jean Rostand                    |          | Bobigny                           | 48°54′28″ s. š., 2°27′16″ v. d. |
| Auguste Delaune                 |          | Bobigny                           | 48°54′24″ s. š., 2°27′38″ v. d. |
| Pont de Bondy                   |          | Bobigny, Noisy-le-Sec             | 48°54′18″ s. š., 2°28′11″ v. d. |
| Petit Noisy                     |          | Noisy-le-Sec                      | 48°54′2″ s. š., 2°27′55″ v. d.  |
| Gare de Noisy-le-Sec            | E        | Noisy-le-Sec                      | 48°53′45″ s. š., 2°27′37″ v. d. |